# Euplectes hartlaubi
El obispo marismeño (Euplectes hartlaubi) es una especie de ave paseriforme de la familia Ploceidae propia de África central.

## Distribución
Se encuentra en los humedales y herbazales inundables de Angola, Camerún, República del Congo, República Democrática del Congo, Gabón, Kenia, Nigeria, Tanzania, Uganda y Zambia.